# Mesochorus palmaricus
Mesochorus palmaricus là một loài tò vò trong họ Ichneumonidae.